# Kanton Le Sud-Minervois
Le Sud-Minervois (tot eind 2015 Kanton Sallèles-d'Aude) is een kanton van het Franse departement Aude. Het kanton maakt deel uit van het arrondissement Narbonne. In 2021 telde het 24.370 inwoners.

Het kanton werd gevormd ingevolge het decreet van 21 februari 2014 , met uitwerking op 22 maart 2015, met Sallèles-d'Aude als hoofdplaats.
De naam van het kanton werd gewijzigd bij decreet van 27 december 2015, met uitwerking op 1 januari 2016.

## Gemeenten
Het kanton omvat volgende gemeenten : 
- Argeliers
- Bize-Minervois
- Canet
- Ginestas
- Mailhac
- Marcorignan
- Mirepeisset
- Moussan
- Ouveillan
- Paraza
- Pouzols-Minervois
- Raissac-d'Aude
- Roubia
- Saint-Marcel-sur-Aude
- Saint-Nazaire-d'Aude
- Sainte-Valière
- Sallèles-d'Aude
- Ventenac-en-Minervois